# Џо Ворзли
Џо Ворзли (енгл. Joe Worsley; 14. јун 1977) бивши је енглески рагбиста који је са репрезентацијом освојио титулу првака света 2003. а са екипом Воспс је освојио титулу клупског првака Европе.

## Биографија
Висок 196 цм, тежак 110 кг, Ворзли је целу каријеру провео у славном енглеском рагби јунион клубу Воспс, са којим је освајао Премијершип, Куп европских изазивача у рагбију и Куп европских шампиона у рагбију. За пчеле је одиграо укупно 275 утакмица и дао 195 поена. За репрезентацију Енглеске је одиграо 78 тест мечева и постигао 10 есеја. Био је део златне генерације "црвених ружа" која је освајала Куп шест нација и Светско првенство у рагбију 2003.